# 迷霧之子：最後帝國

迷霧之子：最後帝國（Mistborn: The Final Empire）美國小說家布蘭登·山德森所著。為迷霧之子三部曲的第一集。繁體中文版由奇幻基地出版，簡體中文版由上海社会科学院出版社出版，万语文化发行。

## 外部連結
- Sanderson's personal website （页面存档备份，存于）